# Mahinahina
Mahinahina est une census-designated place de l'État d'Hawaï dans le comté de Maui, aux États-Unis. En 2010, la population était de 880 habitants.

## Démographie
| Groupe            | Mahinahina | Hawaï | États-Unis |
| ----------------- | ---------- | ----- | ---------- |
| Blancs            | 68,1       | 24,7  | 72,4       |
| Asiatiques        | 16,7       | 38,6  | 4,8        |
| Métis             | 9,3        | 23,6  | 2,9        |
| Océaniens         | 3,6        | 10,0  | 0,2        |
| Autres            | 1,6        | 2,9   | 18,8       |
| Amérindiens       | 0,2        | 0,3   | 0,9        |
| Total             | 100        | 100   | 100        |
|                   |            |       |            |
| Latino-Américains | 7,7        | 8,9   | 16,7       |

Selon l'American Community Survey, pour la période 2011-2015, 82,98 % de la population âgée de plus de 5 ans déclare parler l'anglais à la maison, 5,81 % déclare parler une langue polynésienne, 5,50 % l'espagnol, 1,69 % le tagalog, 1,06 % le français, 0,85 % le japonais et 2,11 % une autre langue.